# Fury of the Furries
Fury of the Furries est un jeu vidéo de plate-forme développé par Atreid Concept et édité uniquement en Europe par Kalisto Entertainment (entreprise créée par Atreid Concept) en 1994 sur Amiga et porté sur Amiga CD32, DOS et sur Mac OS la même année. Le très similaire jeu Pac-In-Time, qui utilise le même moteur, sortira lui en Amérique du Nord peu de temps après sous la licence Pac-Man. Fury of the Furries est le quatrième volet de la licence Skweek créée initialement par Loriciel comme des jeux purement de réflexion. Il succède à Tiny Skweeks.

## Synopsis
Sklumph est la planète des Tinies, de petites boules malicieuses.
Le Roi des Tinies, dans le but de réduire le désordre, décida de faire construire une machine permettant de rendre ses sujets plus sérieux. Certain ne furent pas de son avis, et les partisans de l'humour noir prirent de force le château et enfermèrent le Roi. Le pire d'entre eux, le Méchant Tiny, prit la place du roi, et fit construire une plus grosse machine encore pour assoir son pouvoir en transformant les opposants en monstres stupides.
Dans Tiny Skweeks, des Tinies pirates s'étaient emparé d'un vaisseau spatial pour aller conquérir la Terre. Ils ne parvinrent pas à leur fin, et repartirent vers leur planète natale. Dans cet épisode, alors que leur voyage de retour prend fin, ils constatent avec surprise qu'ils sont les derniers Tinies, tous les autres ont été transformés en monstres. Tiny, le Tinies incarné par le joueur, décide alors de sauver son île des menaces du Méchant Tiny, il doit pour cela traverser les huit régions de l'île, atteindre le château, et mettre fin au règne du tyran.

## Système de jeu
Le jeu très cartoon mêle action et résolution d'énigmes et en cela ajoute des éléments singuliers aux jeux de plate-forme classiques de l'époque. La créature peut se transformer pour utiliser différents savoir-faire (nager, manger des rochers, lancer des boules de feu…) et ainsi résoudre les casse-têtes qui se résument souvent à trouver le moyen d'atteindre un lieu. Même si le joueur n'y contrôle qu'un seul personnage, le gameplay s'apparente ainsi à The Lost Vikings. Certains lui trouvent également un rapport avec Sonic the Hedgehog pour son approche très dynamique dans certaines phases de jeu.

## Accueil
- Tilt : 85 % (PC)[1]

## La série
- 1989 - Skweek
- 1991 - Super Skweek (en)
- 1992 - Tiny Skweeks
- 1994 - Fury of the Furries